# 히어로판티
히어로판티(Heropanti)는 인도에서 제작된 사비어 칸 감독의 2014년 액션, 멜로/로맨스 영화이다. 타이거 쉬로프 등이 주연으로 출연하였다.

## 출연

### 주연
- 타이거 쉬로프
- 크리티 사논

### 조연
- 비크람 싱
- 시리슈 샤르마
- 산디파 다르